# Guitto
Il termine guitto, genericamente, definisce la condizione di chi vive in maniera misera e sporca. Nel gergo teatrale veniva adoperata un tempo (oggi molto meno) per definire in senso abbastanza dispregiativo un attore di basso livello e poco preparato la cui recitazione era comunque considerata "sopra" se non, talvolta, "fuori le righe".
In tempi più recenti questa figura artistica è stata rivalutata, grazie anche ad attori che, ispirandosi alla tecnica recitativa dei guitti di un tempo, ricca di sfumature e improvvisazioni, quindi un po' naïf (ma neppure troppo, come si vedrà), hanno restituito nuovo lustro a questa figura.
Solitamente nomade, nel medioevo il guitto usava trasferirsi da una località all'altra seguendo le cosiddette compagnie di giro. In tempi più recenti, sono stati considerati guitti anche attori dialettali, di rivista e di avanspettacolo (alcuni nomi: Michele Galasso, Erminio Macario, Walter Chiari, Cesco Baseggio e Carlo Dapporto).
Così oggi il guitto non è considerato un attore di categoria inferiore; anzi, tutt'altro. Basti pensare che, se fatta derivare dall'antica Commedia dell'arte (che ha generato una serie infinita di macchiette regionali e che ha un capostipite nelle burle di Arlecchino), la figura ne esce inevitabilmente nobilitata diventando addirittura un modello di recitazione seguito e apprezzato (e i moderni comici di cabaret ne sono una testimonianza neppure troppo indiretta).
Altri esempi principe di recitazione guittesca, ricca di gigioneria e ammiccamenti, sono venuti – sopra tutti – da Ettore Petrolini, Gilberto Govi, Totò, Peppino De Filippo, Alberto Sordi, Aldo Fabrizi e – per le indubbie doti mattatoriali – da attori del calibro di Vittorio Gassman e Vittorio De Sica.
In questo senso, maggior lustro al termine deriverebbe ancora se si includessero i nomi di attori teatrali o cinematografici di assoluta popolarità, caratteristi come Franco Franchi, Ciccio Ingrassia, Mario Carotenuto, Alberto Lionello, Ave Ninchi, Paolo Panelli, Tina Pica, Bice Valori, e così via.
In definitiva, eredi diretti dei guitti possono considerarsi molti interpreti sia maschili che femminili (con particolare riferimento per queste ultime ad attrici del valore di Franca Valeri, Dario Fo, Enrico Montesano, Carlo Verdone, Pippo Franco, Sabina Guzzanti, Luciana Littizzetto, Paolo Villaggio, Paola Cortellesi, Maurizio Crozza), e altri ancora, taluni solitamente considerati appartenere alla categoria degli attori comici impegnati per lo più in film di genere (non escluso quello del cinema definito "boccacesco" degli anni settanta che ha visto in Alvaro Vitali con il suo personaggio di Pierino la peste – sempre alle prese con insegnanti e infermiere in minigonna – uno dei propri epigoni).